# Fusobacteri
Els fusobacteris (Fusobacterium) són un gènere de bacteris, l'únic de la família de les fusobacteriàcies i del fílum dels fusobacteris. Són organismes gramnegatius filamentosos i anaeròbics.